# Uzbekistan Super League 2019
Die Uzbekistan Super League 2019, aus Sponsorengründen auch als Coca-Cola Uzbekistan Super League bekannt, war die 28. Spielzeit der höchsten usbekischen Fußballliga seit ihrer Gründung im Jahr 1992. Die Saison begann am 8. März und endete am 30. November 2019. Titelverteidiger war Lokomotiv Taschkent.

## Teilnehmer
| Verein                | Standort            | Stadion                  |
| --------------------- | ------------------- | ------------------------ |
| AGMK                  | Olmaliq             | AGMK Stadion             |
| FK Andijon            | Andijon             | Sogʻlom-Avlod-Stadion    |
| Bunyodkor Taschkent   | Taschkent           | Bunyodkor-Stadion        |
| FK Buxoro             | Buxoro, Buxoro      | Buxoro Arena             |
| Qoʻqon 1912           | Qoʻqon, Fargʻona    | Kokand Stadion           |
| Lokomotiv Taschkent   | Taschkent           | Lokomotiv-Stadion        |
| Metallurg Bekobod     | Bekobod, Taschkent  | Metallurg Stadium        |
| Nasaf Karschi         | Qarshi, Qashqadaryo | Zentralstadion Qarshi    |
| Navbahor Namangan     | Namangan, Namangan  | Markaziy Stadion         |
| Paxtakor Taschkent    | Taschkent           | Paxtakor-Zentral-Stadion |
| FK Soʻgʻdiyona Jizzax | Jizzax, Jizzax      | Sogdiana Stadion         |
| Qizilqum Zarafshon    | Zarafshon, Navoiy   | Progress Stadion         |
| FK Dinamo Samarkand   | Termiz              | Dinamo Samarkand Stadion |
| Surkhon Termez        | Fargʻona, Fargʻona  | Alpamish Stadion         |

## Tabelle
| Pl.                    | Verein                  | Sp. | S  | U  | N  | Tore    | Diff. | Punkte |
| ---------------------- | ----------------------- | --- | -- | -- | -- | ------- | ----- | ------ |
| 1.                     | Paxtakor Taschkent      | 26  | 22 | 3  | 1  | 075:180 | +57   | 69     |
| 2.                     | Lokomotiv Taschkent (M) | 26  | 13 | 10 | 3  | 040:170 | +23   | 49     |
| 3.                     | Bunyodkor Taschkent     | 26  | 12 | 7  | 7  | 037:230 | +14   | 43     |
| 4.                     | FK Soʻgʻdiyona Jizzax   | 26  | 11 | 7  | 8  | 029:290 | ±0    | 40     |
| 5.                     | Metallurg Bekobod       | 26  | 9  | 8  | 9  | 033:260 | +7    | 35     |
| 6.                     | Surkhon Termez          | 26  | 10 | 5  | 11 | 026:330 | −7    | 35     |
| 7.                     | Nasaf Karschi           | 26  | 9  | 6  | 11 | 034:270 | +7    | 33     |
| 8.                     | Navbahor Namangan       | 26  | 7  | 11 | 8  | 026:230 | +3    | 32     |
| 9.                     | AGMK                    | 26  | 9  | 5  | 12 | 036:370 | −1    | 32     |
| 10.                    | FK Andijon              | 26  | 6  | 10 | 10 | 023:370 | −14   | 28     |
| 11.                    | Qoʻqon 1912             | 26  | 6  | 8  | 12 | 031:450 | −14   | 26     |
| 12.                    | FK Buxoro               | 26  | 5  | 9  | 12 | 018:370 | −19   | 24     |
| 13.                    | Qizilqum Zarafshon      | 26  | 5  | 9  | 12 | 024:480 | −24   | 24     |
| 14.                    | FK Dinamo Samarkand     | 26  | 6  | 6  | 14 | 025:470 | −22   | 24     |
| Stand: Saisonende 2019 |                         |     |    |    |    |         |       |        |

| Zum Saisonende 2019: |
| Meister und Qualifikation die Gruppenphase der AFC Champions League Qualifikation für die 2. Vorrunde der AFC Champions League Abstieg in die zweite Liga |

## Torschützenliste
Stand: Saisonende 2019
| Platz | Spieler                  | Mannschaft              | Tore |
| ----- | ------------------------ | ----------------------- | ---- |
| 1.    | Dragan Ćeran             | Paxtakor Taschkent      | 23   |
| 2.    | Igor Sergeyev            | Paxtakor Taschkent      | 17   |
| 3.    | Zafar Polvonov           | AGMK                    | 15   |
| 4.    | Khumoyun Murtozoyev      | Nasaf Karschi           | 14   |
| 5.    | Khursid Giyosov          | Bunyodkor Taschkent     | 12   |
| 6.    | Temurkhuja Abdukholiqov  | Lokomotiv Taschkent     | 11   |
| 6.    | Elgudscha Grigalaschwili | Qizilqum Zarafshon AGMK | 11   |
| 8.    | Oleksandr Kasyan         | Navbahor Namangan       | 10   |
| 9.    | Shakhzod Ubaydullaev     | FK Andijon              | 9    |
| 9.    | Shokhruz Norkhonov       | FK Soʻgʻdiyona Jizzax   | 9    |
| 11.   | Marat Bikmayev           | Paxtakor Taschkent      | 8    |
| 11.   | Murod Kholmukhamedov     | Qoʻqon 1912             | 8    |
| 13.   | Abdul Aziz Yusupov       | Surkhon Termez          | 7    |
| 13.   | Dostonbek Hamdamov       | Paxtakor Taschkent      | 7    |
| 13.   | Mirjakhon Mirakhmadov    | Bunyodkor Taschkent     | 7    |

## Hattricks
Stand: Saisonende 2019
| Spieler          | Verein             | Gegnerischer Verein | Ergebnis  | Datum             |
| ---------------- | ------------------ | ------------------- | --------- | ----------------- |
| Zafar Polvonov 5 | AGMK               | Qoʻqon 1912         | 7 : 1 (H) | 7. April 2019     |
| Dragan Ćeran     | Paxtakor Taschkent | FK Buxoro           | 5 : 0 (A) | 16. Juni 2019     |
| Igor Sergeyev    | Paxtakor Taschkent | Qizilqum Zarafshon  | 8 : 0 (H) | 21. Juni 2019     |
| Dragan Ćeran     | Paxtakor Taschkent | FK Andijon          | 5 : 1 (H) | 27. August 2019   |
| Zafar Polvonov   | AGMK               | Qizilqum Zarafshon  | 4 : 1 (H) | 27. November 2019 |

5 Fünf Tore in einem Spiel